# Aéroport de Mamfé
L'aéroport de Mamfé (code IATA : MMF • code OACI : FKKF) est un aéroport à usage public situé à 5 kilomètres (3 mi) au sud de Mamfé, dans la région du Sud-Ouest du Cameroun. L'aéroport se trouve en fait à Besongabang, un village situé à environ 5 km (3 mi) de la ville de Mamfé. La base militaire camerounaise de Besongabang partage l'aéroport. 